# Candace Award
Il Candace Award è un premio conferito tra il 1982 e il 1992 dalla "National Coalition of 100 Black Women" (letteralmente "Coalizione nazionale delle cento donne nere") a "persone di razza nera che si fossero distinte in modo particolare arrivando a costituire uno standard di eccellenza per giovani di tutte le razze". Il nome Candace (pronunciato "can-DAY-say") deriva dal titolo onorifico Kandake che era attribuito a regine o imperatrici nel regno di Kush. La cerimonia di premiazione si svolgeva annualmente presso il Metropolitan Museum of Art di New York City.

## Premiati 1982–92
Il Candace Award tra il 1982 e il 1992 venne conferito alle seguenti persone:
| Anno | Nome e cognome            | Categoria                      | Note |  |
| ---- | ------------------------- | ------------------------------ | --- |  |
| 1989 | Margaret Walker Alexander | Letteratura                    | |  |
| 1990 | Maya Angelou              | Letteratura                    | |  |
| 1983 | Gloria Jackson Bacon      | Sanità                         | Fondatrice e direttrice di una clinica non-profit a Chicago                                                      |  |
| 1984 | Ella Baker                | Attivismo per i diritti civili | |  |
| 1983 | Etta Moten Barnett        | Letteratura                    | |  |
| 1992 | Kathleen Battle           |                                | |  |
| 1984 | Daisy Bates               | Attivismo per i diritti civili | |  |
| 1990 | Derrick Bell              |                                | |  |
| 1984 | Mary Bell                 | Comunicazione                  | Prima donna nera proprietaria di un'azienda di telecomunicazioni                                                 |  |
| 1982 | Lerone Bennett, Jr.       | Storia                         | |  |
| 1983 | Antoinette Bianchi        | Tecnologia                     | Fondatrice di aziende high-tech in Maryland e Florida                                                            |  |
| 1983 | Selma Burke               | Arte                           | |  |
| 1986 | Mary Schmidt Campbell     | Arte                           | |  |
| 1986 | Alexa Canady              | Scienza                        | |  |
| 1991 | Elizabeth Catlett         | Arte                           | Scultrice |  |
| 1984 | Leah Lange Chase          | Business                       | Chef e ristoratrice a New Orleans                                                                                |  |
| 1983 | Mamie Phipps Clark        | Umanitarismo                   | |  |
| 1982 | Jewel Plummer Cobb        | Istruzione                     | |  |
| 1988 | Johnnetta B. Cole         | Istruzione                     | |  |
| 1987 | Johnnie Colemon           | Teologia                       | |  |
| 1989 | Janet Collins             | Arte                           | |  |
| 1983 | Mattie Cook               | Servizio alla comunità         | Presidente del "Malcolm-King Harlem College Extension" a Harlem                                                  |  |
| 1992 | Camille Cosby             |                                | |  |
| 1989 | Patricia Cowings          | Scienza/tecnologia             | |  |
| 1989 | Carolyn Craven            | Giornalismo                    | Reporter per la KQED-TV                                                                                          |  |
| 1987 | Christine Mann Darden     | Giornalismo                    | |  |
| 1992 | Julie Dash                |                                | |  |
| 1986 | Eloise DeLaine            | Tecnologia                     | Specialista in medicina applicata all'aviazione                                                                  |  |
| 1983 | Suzanne de Passe          | Business                       | |  |
| 1989 | Suzanne de Passe          | Visionaria                     | |  |
| 1986 | Helen O. Dickens          | Sanità                         | |  |
| 1991 | Sharon Pratt Dixon        |                                | |  |
| 1988 | Beulah Mae Donald         | Diritti civili                 | Madre di Michael Donald; perseguì in giudizio, con successo, il Ku Klux Klan                                     |  |
| 1990 | Hazel N. Dukes            | Servizio alla comunità         | |  |
| 1984 | Patricia A. Duncanson     | Sviluppo economico             | Presidente di una compagnia elettrica                                                                            |  |
| 1987 | Katherine Dunham          | Visionaria                     | |  |
| 1982 | Marian Wright Edelman     | Servizio alla comunità         | |  |
| 1982 | Helen G. Edmonds          | Storia                         | Prima donna afroamericana ad appoggiare una nomination di un candidato alle presidenziali americane              |  |
| 1991 | Joycelyn Elders           |                                | |  |
| 1982 | Doris A. Evans            | Sanità e scienza               | Pediatria, innovatrice e filantropa                                                                              |  |
| 1988 | Michael A. Figures        | Diritti civili                 | Senatore dell’Alabama; portò in giudizio membri del Ku Klus Klan che si erano resi responsabili di in linciaggio |  |
| 1991 | Ann M. Fudge              |                                | |  |
| 1992 | Vicki L. Fuller           |                                | Funzionaria di borsa                                                                                             |  |
| 1983 | Mary Hatwood Futrell      | Istruzione                     | Educatrice, presidente del NEA                                                                                   |  |
| 1988 | Althea Gibson             | Visionaria                     | |  |
| 1984 | Paula Giddings            | Storia                         | |  |
| 1987 | Cheryl Linn Glass         | Visionaria                     | |  |
| 1982 | Bonnie Guiton             | Business                       | Prima donna nera nel gabinetto del governatore della California                                                  |  |
| 1989 | Beverly Guy-Sheftall      | Istruzione                     | |  |
| 1990 | Clara M. Hale             | Umanitarismo                   | |  |
| 1991 | Ruth Wright Hayre         |                                | Presidente a Philadelphia del consiglio per l’istruzione                                                         |  |
| 1986 | Dorothy I. Height         |                                | |  |
| 1986 | Freddye S. Henderson      | Business                       | Pioniera della promozione del turismo in Africa                                                                  |  |
| 1988 | Vy Higginsen              | Business                       | Fondò la "Mama Foundation for the Arts"                                                                          |  |
| 1988 | Charlayne Hunter-Gault    | Giornalismo                    | |  |
| 1992 | Hal Jackson               |                                | |  |
| 1982 | Shirley Ann Jackson       | Tecnologia                     | |  |
| 1990 | Judith Jamison            | Arte                           | Danzatrice e coreografa nell'"Alvin Ailey American Dance Theater"                                                |  |
| 1989 | John H. Johnson           |                                | |  |
| 1987 | Pam McAllister Johnson    | Comunicazione                  | Presidente e redattrice dell’"Ithaca Journal"                                                                    |  |
| 1984 | Hazel Johnson-Brown       | Sanità                         | |  |
| 1992 | Leonade Jones             |                                | Tesoriera del Washington Post Co.                                                                                |  |
| 1987 | Coretta Scott King        |                                | |  |
| 1983 | Jewel Lafontant           |                                | |  |
| 1990 | Barbara Lamont            | Business                       | Prima donna nera proprietaria di una stazione televisiva                                                         |  |
| 1992 | Queen Latifah             |                                | |  |
| 1990 | Sara Lawrence-Lightfoot   | Istruzione                     | |  |
| 1983 | LaSalle D. Leffall Jr.    | Scienza                        | |  |
| 1983 | Ruth Love                 | Istruzione                     | |  |
| 1982 | Lois Mailou Jones         | Arte e letteratura             | |  |
| 1986 | Maida Springer Kemp       | Sindacalista                   | |  |
| 1991 | Brian Lanker              |                                | |  |
| 1991 | Jennifer Lawson (PBS)     |                                | Vice presidente di PBS e                                                                                         |  |
| 1982 | Claudine B. Malone        | Sviluppo economico             | Amministratrice delegata di una azienda di consulenza; nominata direttrice della rivista Ebony nel 1997          |  |
| 1988 | Winnie Mandela            |                                | |  |
| 1992 | Joan McCarley             |                                | Cofondatrice di "Grandma's House" la prima struttura residenziale negli USA per bambini affetti da HIV           |  |
| 1991 | La-Doris McClaney         |                                | Immobiliarista e filantropa di Los Angeles                                                                       |  |
| 1990 | Gay J. McDougall          | Politica internazionale        | |  |
| 1989 | Gina Barclay McLaughlin   | Servizio alla comunità         | Specialista dello sviluppo infantile                                                                             |  |
| 1986 | Mable Parker McLean       | Istruzione                     | Prima donna a presiedere il Barber-Scotia College                                                                |  |
| 1992 | Michel McQueen            |                                | |  |
| 1982 | Sybil C. Mobley           | Sviluppo economico             | |  |
| 1984 | Undine S. Moore           | Istruzione                     | |  |
| 1992 | Sybil Hayden Morial       |                                | Attivista per la comunità locale e preside del Xavier University's Drexel Center                                 |  |
| 1984 | Constance Baker Motley    |                                | |  |
| 1982 | Diane Powell Murray       | Tecnologia                     | Matematica |  |
| 1986 | Gloria Naylor             | Letteratura                    | |  |
| 1986 | Nell Irvin Painter        | Storia                         | |  |
| 1990 | Euzhan Palcy              | Visionaria                     | |  |
| 1984 | Rosa L. Parks             | Attivismo per i diritti civili | |  |
| 1984 | Jennie R. Patrick         | Scienza e tecnoologia          | |  |
| 1986 | Frederick D. Patterson    | Visionaria                     | |  |
| 1988 | Ethel L. Payne            | Visionaria                     | |  |
| 1982 | Flaxie Madison Pinkett    | Business                       | Leader dei diritti civili e filantropia                                                                          |  |
| 1990 | Vivian Pinn               | Scienza                        | |  |
| 1991 | Bernice Johnson Reagon    |                                | |  |
| 1989 | Condoleezza Rice          | Politica internazionale        | |  |
| 1984 | Faith Ringgold            | Arte e letteratura             | |  |
| 1982 | Rachel Robinson           |                                | |  |
| 1986 | Rose Mary Sanders, Esq.   | Giurisprudenza                 | Prima donna nera ad essere giudice in Alabama                                                                    |  |
| 1992 | Hazle J. Shorter          |                                | Prima donna nera medico nella azienda DuPont                                                                     |  |
| 1992 | Jessie Carney Smith       |                                | Studiosa di storia della minoranza afroamericana                                                                 |  |
| 1982 | Jeanne Sinkford           | Sanità e scienza               | |  |
| 1992 | Percy Sutton              |                                | |  |
| 1992 | Debbie Tate               |                                | Cofondatrice di "Grandma's House" la prima struttura residenziale negli USA per bambini affetti da HIV           |  |
| 1986 | Susan L. Taylor           | Comunicazione                  | |  |
| 1986 | Debi Thomas               | Visionaria                     | |  |
| 1983 | Rosina Tucker             | Sindacalista                   | |  |
| 1986 | Nomalizo Leah Tutu        | Umanitarismo                   | Moglie di Desmond Tutu; attivista per i diritti delle donne e dei lavoratori                                     |  |
| 1988 | Cicely Tyson              |                                | |  |
| 1982 | Alice Walker              | Arte e letteratura             | |  |
| 1983 | Patricia Walker-Shaw      | Sviluppo economico             | |  |
| 1988 | Mary Helen Washington     | Storia                         | BStudiosa di storia della minoranza nera                                                                         |  |
| 1992 | Maxine Waters             |                                | |  |
| 1989 | Mary Lee Widener          | Sviluppo economico             | Presidente e amministratrice delegata del Neighborhood Housing Services of America                               |  |
| 1984 | Eddie N. Williams         | Pubblica amministrazione       | Specialista di pubblica amministrazione                                                                          |  |
| 1983 | Sylvia Williams           | Storia                         | |  |
| 1987 | Barbara J. Wilson         | Business                       | Prima donna nera nel settore del commercio di auto                                                               |  |
| 1988 | Donna Wood                | Arte e letteratura             | Ballerina leader del Alvin Ailey Company                                                                         |  |
| 1982 | Sara-Alyce Wright         | Servizio alla comunità         | Prima funzionaria nera a dirigere la YWCA                                                                        |  |